# Tevhit-moskee (Venlo)
De Tevhit-moskee is een moskee in de buurt Hagerhof in de Limburgse stad Venlo. De moskee is vernoemd naar de geloofsgetuigenis van de islam. Het woord tevhit (Arabisch: توحيد) staat voor ''het geloof in de eenheid van Allah''.
Tot de opening van de nieuwe moskee op 21 juni 2019 aan de Hagerhofweg was de Tevhit moskee gevestigd aan de Valuasstraat in de wijk Q4.
Nadat de moskee aan de Valuasstraat verouderd en te krap geworden was, werd samen met gemeente gezocht naar geschikte locatie. Bouw van de moskee aan de Hagerhofweg is begonnen op 18 november 2016. De kosten werden geraamd op ruim 4 miljoen euro. Op 21 juni 2019 werd de moskee officieel geopend en in gebruik genomen. De openingsceremonie werd onder andere bijgewoond door de voorzitter van Diyanet, het Turkse presidium voor religieuze zaken, Ali Erbaş, ambassadeur van Turkije Şaban Dişli en burgemeester Antoin Scholten. Het gebedshuis heeft een oppervlakte van 10.000 vierkante meter en heeft een capaciteit voor 1.500 bezoekers. Ook bevat het zeven klaslokalen en biedt de parkeerplaats ruimte aan 136 voertuigen.
De moskee heeft binnen de wijk en de stad een functie als ontmoetingsplek, zo zijn andere geloofsovertuigingen ook welkom in de moskee om te bidden en worden er lezingen gehouden in de conferentiezaal. Daarnaast worden er veelvuldig braderieën en rondleidingen georganiseerd voor buurtbewoners en andere geïnteresseerden.